# Айн-Бейда
Айн-Бе́йда (араб. عين البيضاء‎) — город на северо-востоке Алжира, на территории вилайета Умм-эль-Буаги. Административный центр одноимённого округа.

## Географическое положение
Город находится в северо-восточной части вилайи, на территории горного массива Орес, на высоте 1 020 метров над уровнем моря.

Айн-Бейда расположена на расстоянии приблизительно 400 километров к востоку-юго-востоку (ESE) от столицы страны Алжира.

## Демография
По данным переписи, на 2008 год население составляло 118 662 человека.
Динамика численности населения города по годам:
| 1977   | 1987   | 1998   | 2008    | 2012    |
| ------ | ------ | ------ | ------- | ------- |
| 42 578 | 66 191 | 91 799 | 118 662 | 136 756 |

## Транспорт
В 7 километрах к северо-западу от города расположен аэропорт.

## Экономика
Основу экономики города составляет сельскохозяйственное производство. Также в окрестностях Айн-Бейды ведётся добыча фосфатов и соли.